# Гольджи, Камилло
Ками́лло Го́льджи (итал. Camillo Golgi; 7 июля 1843, Кортено — 21 января 1926, Павия) — итальянский врач и учёный, лауреат Нобелевской премии по физиологии и медицине в 1906 году, совместно с Сантьяго Рамон-и-Кахалем, «в знак признания их трудов о структуре нервной системы».

## Биография
Камилло Гольджи родился 7 июля 1843 года (по некоторым источникам 7 июля 1844 года) на севере Италии, в деревне Кортено (сейчас Кортено-Гольджи), рядом с городом Брешиа. Его отец был врачом, что и определило дальнейшую судьбу будущего нобелевского лауреата.
Медицинское образование Гольджи получил в университете Павии. Среди его преподавателей были такие видные медики XIX века, как Паоло Мантегацца и Джулио Биззоцеро (сам Гольджи позже заявлял, что Биззоцеро очень сильно повлиял на него и его научные исследования). После окончания университета в 1865 году Гольджи продолжил работу в местном госпитале св. Матвея. В это время он в основном занимался неврологией, в том числе расстройствами психики и изучением мозга.
В 1872 году Гольджи был приглашён на пост главного врача в госпиталь хронических болезней в Аббьятеграссо, и, как считается, именно здесь, в уединении, превратив маленькую кухню в лабораторию, он начал изучение нервной системы человека.
Некоторое время Гольджи занимал должность профессора гистологии в университете Павии, затем короткое время пребывал в Сиене, но снова вернулся в Павию, где в 1881 году получил кафедру общей патологии, унаследовав её от своего учителя, Джулио Биззоцеро. Гольджи надолго обосновался в Павии и женился на племяннице Биззоцеро, Донне Лине.
Ещё во время работы в госпитале св. Матвея Гольджи проявлял интерес к изучению малярии. Ему удалось определить три формы паразитов и три вида лихорадки, связанных с этой болезнью. После длительного изучения в 1890 году Гольджи нашёл способ наиболее характерных фаз.
Гольджи был известным преподавателем, чья лаборатория была всегда открыта желающим заниматься наукой. Он никогда не занимался практической медициной, но возглавлял отделение общей патологии в госпитале св. Матвея, где проходили практику молодые доктора. Он также основал и возглавил Институт серотерапии и вакцинации провинции Павия. Гольджи долгое время являлся ректором университета Павии и избирался сенатором Итальянского королевства. В 1905 году он стал иностранным членом-корреспондентом Российской академии наук.
К началу Первой мировой войны Гольджи перешагнул семидесятилетний рубеж, но принял на себя руководство военным госпиталем в Павии, на базе которого создал нейропатологический и механотерапевтический центр для изучения и лечения периферической нервной системы и реабилитации раненых.
Но величайшей работой Гольджи стал революционный метод окрашивания отдельных клеток, названный «чёрной реакцией», который он впервые применил в 1873 году. В методе использовался слабый раствор нитрата серебра, с помощью которого удавалось проследить процесс деления клетки. Гольджи считал свои заслуги более чем скромными, хотя на самом деле метод стал настоящим открытием. В течение всей жизни он продолжал работу над процессом, изменяя и совершенствуя технологию. С помощью этого метода Гольджи наблюдал в срезах препаратов нервной ткани для микроскопии силуэты отдельных нейронов с отростками.

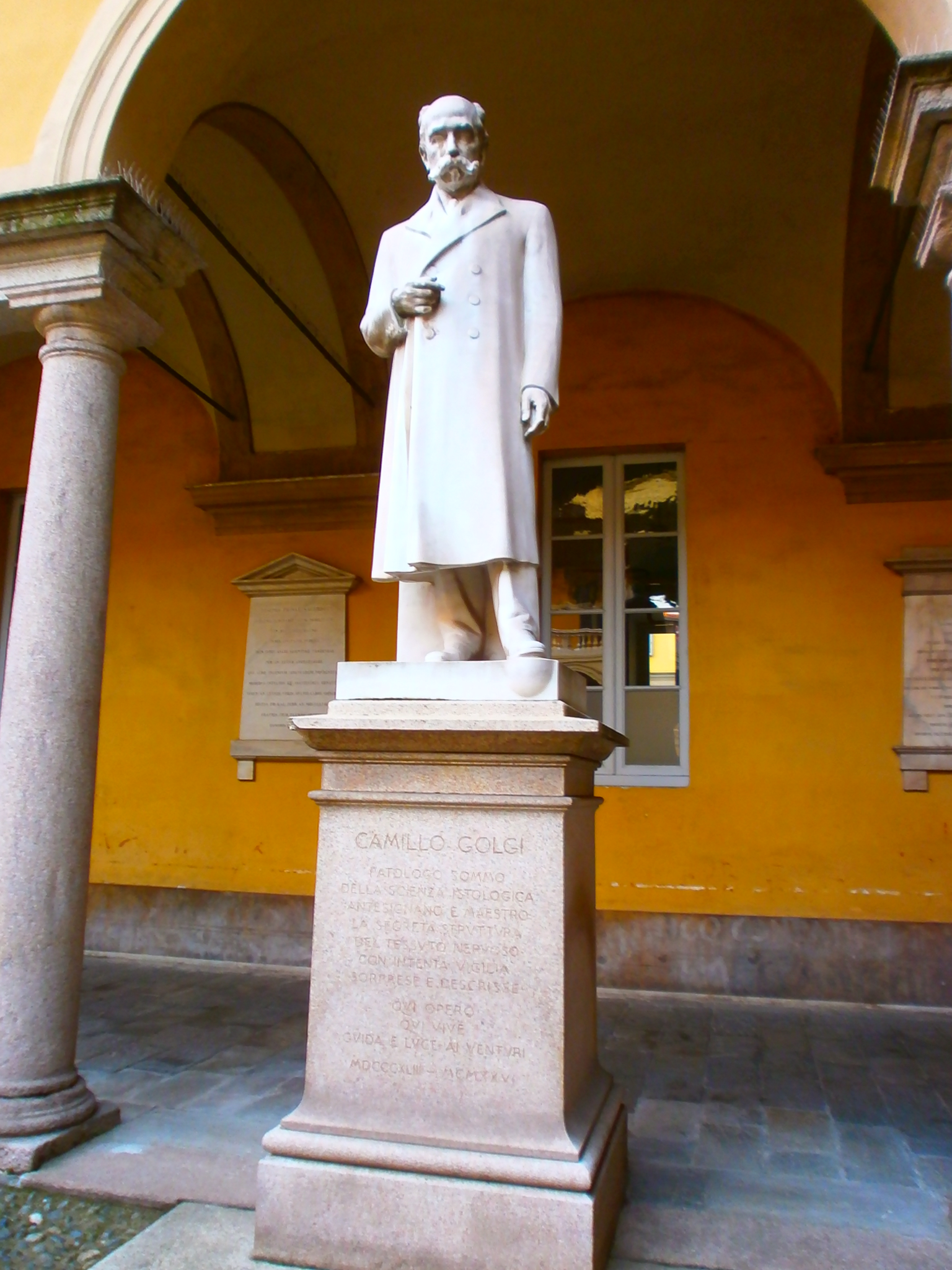
Мраморная статуя Гольджи в Павийском университете

Высшее признание пришло к Гольджи в 1906 году, когда он был награждён Нобелевской премией за изучение нервной системы, разделив её с Сантьяго Рамон-и-Кахалем. В музее университета Павии есть зал, посвящённый Гольджи, где представлены более восьми десятков дипломов, грамот и других наград, полученных учёным.
В браке с Донной Линой Алетти Гольджи не имел собственных детей, но пара удочерила племянницу Гольджи. 21 января 1926 года в Павии, где прожил всю жизнь, Гольджи скончался.

## Объекты, названные в честь учёного
- Аппарат Гольджи
- Сухожильный орган Гольджи — один из типов клеток-рецепторов сухожилий
- Окрашивание по методу Гольджи — техника окрашивания нервной ткани
- Клетка Гольджи в мозжечке
- Нейрон Гольджи I типа — нервные клетки с длинным аксоном
- Нейрон Гольджи II типа — нервные клетки с коротким аксоном или без аксона
- Гольджи — кратер на видимой стороне Луны